# National Highway 32
National Highway 32 (NH 32) ist eine Hauptfernstraße im Nordosten des Staates Indien mit einer Länge von 179 Kilometern. Sie beginnt bei Dhanbad im Osten des Bundesstaates Jharkhand am NH 2 und führt nach 70 km durch diesen Bundesstaat weitere 64 km durch den benachbarten Bundesstaat Westbengalen über die Stadt Purulia. Anschließend führt sie weitere 45 km wieder durch den Bundesstaat Jharkhand bis zur Stadt Jamshedpur an den NH 33. 